# Blueborne
BlueBorne (ブルーボーン) は、iOS、Android、Windows、Linuxの Bluetoothを搭載したデバイスにおける複数の脆弱性の総称である。約53億台のBluetooth搭載機器がBlueBorneの影響を受けると推測される。
2017年に発見・公表された。その頃にサポートされていた製品については、セキュリティパッチが提供されていて、アップデート・アップグレードをしていればこの脆弱性の危険はない。その頃までにサポートが終了している製品については、この脆弱性は放置されているので使用しないことが望ましい。

## 詳細
BlueBorneを使った攻撃は、標的のデバイスとペアリングする必要はなく、標的のデバイスが検出可能モードになっていなくても攻撃できる。
Armis LabsがBlueBorneに関してこれまでに特定した脆弱性は8件。

## 影響を受けるデバイス
- iPhone,iPod touch,iPad
  - iOS 9.3.5以前 (iPhone 4s以前、iPod touch (第5世代) 以前、iPad (第3世代) 以前、iPad miniはiOS 10以降に対応しない)
- Apple TV
  - 7.2.2以前 (Apple TV (第3世代) 以前はアップデートが提供されていない)
- Android 
  - Android Security Bulletin―September 2017を適用していないデバイス[5]
- Windows 
  - 月例アップデート CVE-2017-8628を適用していないデバイス[6]
- Linux
  - Linux Kernel Remote Denial of Service in Bluetooth subsystem-CVE-2017-1000251を適用していないデバイス

## パッチが提供されないデバイスの対策
アップデートが提供されていないデバイスは、Bluetoothをオフにする以外対処方法がない。
Androidでは製造元によってOSのサポート状況が異なるため、製造元に確認する必要がある (ただしNexus、Pixelは除く)。Armis Securityから脆弱性対象の端末か確認できるアプリがPlay Storeから提供されている。